# 투기 (철학)
투기(投企)는 하이데거가 사용하고 이어 사르트르가 자기의 철학용어로서 중심에 두었던 말이다. '꾀하다'의 뜻이며 '앞에 던지다'라는 자의(字義)도 살려 놓았다. 인간의 모든 행위는 '투기(投企)'이며, 인간은 우선 실존한다고 하는 실존주의의 근본명제도 인간이 미래를 향해 자기를 던진다는 것, 또한 이 투기를 의식한다는 것을 뜻하고 있다. 투기는 또 자유로운 선택이며 직접적 목적 여하에 따라 '갖다' '하다' '있다' 등의 양상을 취하나 어느 경우에도 근본적으로는 인간 존재에 관계되는 것으로서, 사르트르는 존재투기를 자기에 대한 근원적 투기라고 했다.